# Paracytherois extensa
Paracytherois extensa is een mosselkreeftjessoort uit de familie van de Paradoxostomatidae.